# Charles Mortet
Charles Mortet, né Paul-Louis-Charles Mortet, est un bibliothécaire, universitaire et historien du livre français né le 4 mars 1852 à Nancy et mort le 11 septembre 1927 à Neuilly-sur-Seine.

## Biographie
Fils d'un juge au tribunal de Sarrebourg, Charles Mortet suit encore jeune son père à Dax. Il effectue ses études au lycée de Pau puis commence son droit à la faculté de Bordeaux. Mais, sans abandonner ses études de droit, il rejoint finalement son frère cadet à l'École des chartes, où il est admis en 1877.
En sus des cours qu'il suit à Paris, il rédige alors la thèse qui lui permet d'être docteur en droit de l'université de Bordeaux (1878) et réussit dans la foulée l'examen du certificat d'admission aux fonctions de bibliothécaire. 
Il devient conservateur à la bibliothèque universitaire de droit de Bordeaux et obtient un délai pour achever sa thèse de l'École des chartes, intitulée Le livre des constitucions demenées el Chastelet de Paris et soutenue en 1882. Il demeure à Bordeaux pendant cinq ans et obtient en 1885 un poste à la bibliothèque Sainte-Geneviève, où il effectue tout le reste de sa carrière.
Ses compétences scientifiques lui valent d'être nommé professeur de bibliographie et services des bibliothèques au départ en retraite d'Anatole de Montaiglon en 1895 (la chaire de ce dernier étant alors scindée en deux) ; il assure ce service jusqu'en 1922. Membre du Bureau bibliographique de Paris, il contribue à la modernisation des systèmes de classification en bibliothèque grâce à sa bonne connaissances des innovations qui se font alors jour, y compris aux États-Unis. Signe de cette influence, il est élu président de l'Association des bibliothécaires français de 1908 à 1910 et de 1912 à 1914.
Il devient administrateur de la bibliothèque Sainte-Geneviève en 1917, au décès de Charles Kohler.
Il est le frère de Victor Mortet, lui aussi bibliothécaire. Il est l'époux de Marie-Alix, fille de l'économiste Frédéric Passy, lauréat du prix Nobel de la paix, et le beau-frère du linguiste Paul Passy.

## Publications
Historien médiéviste, Charles Mortet a rédigé La féodalité : sociologie générale, histoire des institutions françaises pour la Grande encyclopédie (1893).
Une fois en poste, et particulièrement une fois qu'il est devenu professeur de bibliographie, il se restreint à des travaux d'histoire du livre. Il publie de nombreux articles et quelques monographies, notamment :
- Les origines et les débuts de l'imprimerie, d'après les recherches les plus récentes, Paris, A. Picard, 1922
- Le format des livres : notions pratiques, suivies de recherches historiques, Paris, Édouard Champion, 1925

## Distinctions
- Officier de la Légion d'honneur